# Teletoon+ (Polonia)
Teletoon+ es un canal de televisión privado de pago de Polonia, perteneciente a Canal+ Polska. Se trata de un canal infantil.

## Historia
El canal inició emisiones el 1 de octubre de 2011, sustituyendo al canal ZigZap y bajo la campaña Więcej plusów, con el objetivo de añadir el símbolo + a los nombres de los canales temáticos de Canal+. 
El 11 de noviembre de 2011, el canal empezó a emitir en HD.
Desde su inició de emisiones hasta el 31 de agosto de 2012, el canal emitía desde las 6:00 hasta las 21:00. El 1 de septiembre de 2012, Teletoon+ amplió su horario de emisión a 15 horas y 30 minutos, desde las 6:00 hasta las 21:30.
El 30 de noviembre de 2012, Teletoon+ recibió el premio al mejor canal infantil en los Eutelsat TV Awards celebrados en Venecia.
El 1 de septiembre de 2013, el canal volvió a ampliar su horario de emisión a 16 horas diarias, desde las 6:00 hasta las 22:00.
Desde su inicio de emisiones hasta el 30 de junio de 2014, el canal compartía su emisión con el bloque temático Hyper+, que emitía desde las 22:00 hasta las 2:00. Sin embargo, el 1 de julio de 2014, Hyper+ cesó sus emisiones y Teletoon+ amplió su horario de emisión a 20 horas, desde las 6:00 hasta las 2:00. El 1 de septiembre de 2014, el canal adoptó su actual imagen corporativa.
El 13 de abril de 2015, el canal volvió a ampliar su horario de emisión a 21 horas diarias, desde las 5:00 hasta las 2:00.
Desde 2017, el canal está orientado a un público entre 7 y 16 años.
Desde el 9 de diciembre de 2021, el canal está disponible en Polsat Box. Desde el 11 de junio de 2024, el canal emite durante 21 horas y 45 minutos, desde las 5:00 hasta las 2:45.

## Programación
- Angelo Rules
- Barbie Dreamhouse Adventures
- Érase una vez... la Vida
- Dodo
- The Boss Baby
- Dzielne króliczki
- Talking Tom & Friends
- Gus. Mały – wielki rycerz
- La Pandilla de la Selva
- Odlotowe opowieści
- Oggy i karaluchy: Nowe pokolenie
- Piratka i Kapitano
- Polly Pocket
- Siostry
- Tara Duncan
- W Papierowym Porcie

## Imagen corporativa

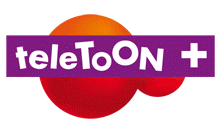
2011
2011 - 2014
Logo en HD
Desde 2014
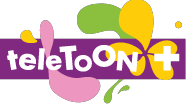
Versión alternativa
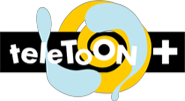
Versión alternativa
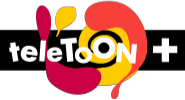
Versión alternativa
Versión alternativa